# Pucaru Stade Gaulois
Maillots
Dernière mise à jour : 30 mai 2017.
Le Pucaru Stade Gaulois (P.S.G.) est un club de rugby de Montevideo, en Uruguay. Il a été fondé en 2005 et participe au tournoi de Première division ainsi qu'aux divisions inférieures et de jeunes (Intermedia, Pre-Intermedia, M-19, M-17 et M-15) de l'Union du Rugby uruguayen. Le club joue sur les installations sportives du Lycée Français Jules Supervielle de Montevideo.